# Erica Reineke
Erica Reineke (Fort Lauderdale) es una deportista estadounidense que compite en vela. En los Juegos Panamericanos de 2023 obtuvo una medalla de oro en la clase Laser Radial.

## Palmarés internacional
| Juegos Panamericanos | Juegos Panamericanos | Juegos Panamericanos | Juegos Panamericanos |
| Año                  | Lugar                | Medalla              | Clase                |
| -------------------- | -------------------- | -------------------- | -------------------- |
| 2023                 | Santiago (Chile)     | Medalla de oro       | Laser Radial         |